# Joseph L. Goldstein
Joseph Leonard Goldstein (sinh ngày 18 tháng 4 năm 1940) tại Kingstree, Nam Carolina, Hoa Kỳ, là một nhà hóa sinh và nhà di truyền học người Mỹ, đã đoạt Giải Nobel Sinh lý và Y khoa năm 1985.

## Cuộc đời và Sự nghiệp
Dr. Goldstein đậu bằng cử nhân ngành hóa học ở Đại học Washington và Lee năm 1962 và bằng tiến sĩ y khoa ở Trung tâm Y khoa Tây Nam Đại học Texas (University of Texas Southwestern Medical Center Lưu trữ ngày 4 tháng 5 năm 2021 tại Wayback Machine) năm 1966.
Từ 1966-1968 ông tới Boston làm việc ở Massachusetts General Hospital. Tại đây ông đã gặp Michael Stuart Brown, và hai người trở nên bạn thân thiết. Họ đã cộng tác với nhau lâu dài trong nghiên cứu khoa học.
Năm 1972 ông trở lại làm việc ở Trung tâm Khoa học Y tế của Đại học Texas ở Dallas (nay gọi là Trung tâm Y khoa Tây Nam Đại học Texas = University of Texas Southwestern Medical Center). Goldstein và bạn đồng nghiệp thân thiết Michael Stuart Brown nghiên cứu việc trao đổi chất cholesterol và khám phá ra là các tế bào của con người đều có các cơ quan nhận (receptors) lipoprotein tỷ trọng thấp (Low-density Lipoprotein, viết tắt là LDL) chúng chiết ra cholesterol từ dòng máu. Việc thiếu các cơ quan nhận LDL là nguyên nhân gây ra chứng tăng cholesteron di truyền, điều này khiến cho ta dễ mắc các bệnh nặng liên quan tới cholesterol. Thêm vào việc giải thích bệnh lý cơ bản của mối liên kết giữa mức lưu thông cholesterol cao như LDL và bệnh tim mạch vành, công trình nghiên cứu của họ đã khám phá ra một khía cạnh căn bản của sinh học tế bào, trước đây chưa được đánh giá đúng, đó là Receptor-mediated endocytosis.
Ngoài đóng góp căn bản vào sự hiểu biết cách làm việc của các tế bào trong cơ thể chúng ta, các phát hiện của Goldstein và Brown đã dẫn đến việc phát triển các thuốc statin, một hợp chất làm giảm cholesterol mà ngày nay khoảng 16 triệu người Mỹ sử dụng và là thuốc được (các bác sĩ) cấp toa nhiều ở Hoa Kỳ. Khám phá có tính quyết định này đã cứu được nhiều sinh mạng mỗi năm. Sau đó nhóm nghiên cứu do Brown và Goldstein hướng dẫn đã làm sáng tỏ vai trò của sự biến đổi lipid của protein (protein prenylation) trong bệnh ung thư.
Năm 1985 ông đoạt Giải Nobel Sinh lý và Y khoa (chung với Michael Stuart Brown) cho công trình nghiên cứu sự trao đổi chất của lipoprotein tỷ trọng thấp. Ông cũng đoạt nhiều giải thưởng khác vì có nhiều nghiên cứu liên quan tới các bệnh di truyền.
Năm 1993, các nghiên cứu sinh hậu tiến sĩ Xiaodong Wang và Michael Briggs do họ hướng dẫn đã thanh lọc yếu tố điều hòa Sterol ràng buộc các proteins (SREBPs).
Goldstein và Michael Stuart Brown đang lãnh đạo một đội nghiên cứu gồm hàng chục các nghiên cứu sinh tiến sĩ và hậu tiến sĩ. Có thể xem việc nghiên cứu hiện nay của Goldstein ở website Brown and Goldstein Lab home Lưu trữ ngày 24 tháng 12 năm 2007 tại Wayback Machine.

## Các giải thưởng
- Giải Passano năm 1978
- Giải Louisa Gross Horwitz của Đại học Columbia chung với Michael Stuart Brown năm 1984
- Giải Albert Lasker cho nghiên cứu Y học cơ bản năm 1985 (cũng chung với Michael Stuart Brown)
- Giải Nobel Sinh lý và Y khoa năm 1985 (chung với Michael Stuart Brown)
- National Medal of Science năm 1988, một huy chương cao quý của Hoa Kỳ.
- Albany Medical Center Prize (năm 2003 (chung với Michael Stuart Brown)

## Các tác phẩm
Brown MS, Goldstein JL (1974). "Expression of the familial hypercholesterolemia gene in heterozygotes: mechanism for a dominant disorder in man". Science. Quyển 185 số 4145. tr. 61–3. doi:10.1126/science.185.4145.61. PMID 4366052.
- Brown MS, Goldstein JL (1975). "Regulation of the activity of the low density lipoprotein receptor in human fibroblasts". Cell. Quyển 6 số 3. tr. 307–16. doi:10.1016/0092-8674(75)90182-8. PMID 212203.
- Goldstein JL, Basu SK, Brunschede GY, Brown MS (1976). "Release of low density lipoprotein from its cell surface receptor by sulfated glycosaminoglycans". Cell. Quyển 7 số 1. tr. 85–95. doi:10.1016/0092-8674(76)90258-0. PMID 181140.{{Chú thích tạp chí}}:  Quản lý CS1: nhiều tên: danh sách tác giả (liên kết)
- Brown MS, Goldstein JL (1976). "Receptor-mediated control of cholesterol metabolism". Science. Quyển 191 số 4223. tr. 150–4. doi:10.1126/science.174194. PMID 174194.
- Goldstein JL, Sobhani MK, Faust JR, Brown MS (1976). "Heterozygous familial hypercholesterolemia: failure of normal allele to compensate for mutant allele at a regulated genetic locus". Cell. Quyển 9 số 2. tr. 195–203. doi:10.1016/0092-8674(76)90110-0. PMID 184960.{{Chú thích tạp chí}}:  Quản lý CS1: nhiều tên: danh sách tác giả (liên kết)
- Brown MS, Goldstein JL (1976). "Analysis of a mutant strain of human fibroblasts with a defect in the internalization of receptor-bound low density lipoprotein". Cell. Quyển 9 số 4 PT 2. tr. 663–74. doi:10.1016/0092-8674(76)90130-6. PMID 189940.
- Anderson RG, Brown MS, Goldstein JL (1977). "Role of the coated endocytic vesicle in the uptake of receptor-bound low density lipoprotein in human fibroblasts". Cell. Quyển 10 số 3. tr. 351–64. doi:10.1016/0092-8674(77)90022-8. PMID 191195.{{Chú thích tạp chí}}:  Quản lý CS1: nhiều tên: danh sách tác giả (liên kết)
- Goldstein JL, Brown MS, Stone NJ (1977). "Genetics of the LDL receptor: evidence that the mutations affecting binding and internalization are allelic". Cell. Quyển 12 số 3. tr. 629–41. doi:10.1016/0092-8674(77)90263-X. PMID 200368.{{Chú thích tạp chí}}:  Quản lý CS1: nhiều tên: danh sách tác giả (liên kết)
- Anderson RG, Goldstein JL, Brown MS (1977). "A mutation that impairs the ability of lipoprotein receptors to localise in coated pits on the cell surface of human fibroblasts". Nature. Quyển 270 số 5639. tr. 695–9. doi:10.1038/270695a0. PMID 201867.{{Chú thích tạp chí}}:  Quản lý CS1: nhiều tên: danh sách tác giả (liên kết)
- Anderson RG, Vasile E, Mello RJ, Brown MS, Goldstein JL (1978). "Immunocytochemical visualization of coated pits and vesicles in human fibroblasts: relation to low density lipoprotein receptor distribution". Cell. Quyển 15 số 3. tr. 919–33. doi:10.1016/0092-8674(78)90276-3. PMID 215316.{{Chú thích tạp chí}}:  Quản lý CS1: nhiều tên: danh sách tác giả (liên kết)
- Goldstein JL, Anderson RG, Brown MS (1979). "Coated pits, coated vesicles, and receptor-mediated endocytosis". Nature. Quyển 279 số 5715. tr. 679–85. doi:10.1038/279679a0. PMID 221835.{{Chú thích tạp chí}}:  Quản lý CS1: nhiều tên: danh sách tác giả (liên kết)
- Mello RJ, Brown MS, Goldstein JL, Anderson RG (1980). "LDL receptors in coated vesicles isolated from bovine adrenal cortex: binding sites unmasked by detergent treatment". Cell. Quyển 20 số 3. tr. 829–37. doi:10.1016/0092-8674(80)90329-3. PMID 6251975.{{Chú thích tạp chí}}:  Quản lý CS1: nhiều tên: danh sách tác giả (liên kết)
- Brown MS, Kovanen PT, Goldstein JL (1981). "Regulation of plasma cholesterol by lipoprotein receptors". Science. Quyển 212 số 4495. tr. 628–35. doi:10.1126/science.6261329. PMID 6261329.{{Chú thích tạp chí}}:  Quản lý CS1: nhiều tên: danh sách tác giả (liên kết)
- Basu SK, Goldstein JL, Anderson RG, Brown MS (1981). "Monensin interrupts the recycling of low density lipoprotein receptors in human fibroblasts". Cell. Quyển 24 số 2. tr. 493–502. doi:10.1016/0092-8674(81)90340-8. PMID 6263497.{{Chú thích tạp chí}}:  Quản lý CS1: nhiều tên: danh sách tác giả (liên kết)
- Tolleshaug H, Goldstein JL, Schneider WJ, Brown MS (1982). "Posttranslational processing of the LDL receptor and its genetic disruption in familial hypercholesterolemia". Cell. Quyển 30 số 3. tr. 715–24. doi:10.1016/0092-8674(82)90276-8. PMID 6291781.{{Chú thích tạp chí}}:  Quản lý CS1: nhiều tên: danh sách tác giả (liên kết)
- Basu SK, Goldstein JL, Brown MS (1983). "Independent pathways for secretion of cholesterol and apolipoprotein E by macrophages". Science. Quyển 219 số 4586. tr. 871–3. doi:10.1126/science.6823554. PMID 6823554.{{Chú thích tạp chí}}:  Quản lý CS1: nhiều tên: danh sách tác giả (liên kết)
- Brown MS, Anderson RG, Goldstein JL (1983). "Recycling receptors: the round-trip itinerary of migrant membrane proteins". Cell. Quyển 32 số 3. tr. 663–7. doi:10.1016/0092-8674(83)90052-1. PMID 6299572.{{Chú thích tạp chí}}:  Quản lý CS1: nhiều tên: danh sách tác giả (liên kết)
- Tolleshaug H, Hobgood KK, Brown MS, Goldstein JL (1983). "The LDL receptor locus in familial hypercholesterolemia: multiple mutations disrupt transport and processing of a membrane receptor". Cell. Quyển 32 số 3. tr. 941–51. doi:10.1016/0092-8674(83)90079-X. PMID 6299582.{{Chú thích tạp chí}}:  Quản lý CS1: nhiều tên: danh sách tác giả (liên kết)
- Larkin JM, Brown MS, Goldstein JL, Anderson RG (1983). "Depletion of intracellular potassium arrests coated pit formation and receptor-mediated endocytosis in fibroblasts". Cell. Quyển 33 số 1. tr. 273–85. doi:10.1016/0092-8674(83)90356-2. PMID 6147196.{{Chú thích tạp chí}}:  Quản lý CS1: nhiều tên: danh sách tác giả (liên kết)
- Orci L, Brown MS, Goldstein JL, Garcia-Segura LM, Anderson RG (1984). "Increase in membrane cholesterol: a possible trigger for degradation of HMG CoA reductase and crystalloid endoplasmic reticulum in UT-1 cells". Cell. Quyển 36 số 4. tr. 835–45. doi:10.1016/0092-8674(84)90033-3. PMID 6705048.{{Chú thích tạp chí}}:  Quản lý CS1: nhiều tên: danh sách tác giả (liên kết)
- Chin DJ, Gil G, Russell DW (1984). "Nucleotide sequence of 3-hydroxy-3-methyl-glutaryl coenzyme A reductase, a glycoprotein of endoplasmic reticulum". Nature. Quyển 308 số 5960. tr. 613–7. doi:10.1038/308613a0. PMID 6546784.{{Chú thích tạp chí}}:  Quản lý CS1: nhiều tên: danh sách tác giả (liên kết)
- Russell DW, Schneider WJ, Yamamoto T, Luskey KL, Brown MS, Goldstein JL (1984). "Domain map of the LDL receptor: sequence homology with the epidermal growth factor precursor". Cell. Quyển 37 số 2. tr. 577–85. doi:10.1016/0092-8674(84)90388-X. PMID 6327078.{{Chú thích tạp chí}}:  Quản lý CS1: nhiều tên: danh sách tác giả (liên kết)
- Reynolds GA, Basu SK, Osborne TF (1984). "HMG CoA reductase: a negatively regulated gene with unusual promoter and 5' untranslated regions". Cell. Quyển 38 số 1. tr. 275–85. doi:10.1016/0092-8674(84)90549-X. PMID 6088070.{{Chú thích tạp chí}}:  Quản lý CS1: nhiều tên: danh sách tác giả (liên kết)
- Yamamoto T, Davis CG, Brown MS (1984). "The human LDL receptor: a cysteine-rich protein with multiple Alu sequences in its mRNA". Cell. Quyển 39 số 1. tr. 27–38. doi:10.1016/0092-8674(84)90188-0. PMID 6091915.{{Chú thích tạp chí}}:  Quản lý CS1: nhiều tên: danh sách tác giả (liên kết)
- Lehrman MA, Schneider WJ, Südhof TC, Brown MS, Goldstein JL, Russell DW (1985). "Mutation in LDL receptor: Alu-Alu recombination deletes exons encoding transmembrane and cytoplasmic domains". Science. Quyển 227 số 4683. tr. 140–6. doi:10.1126/science.3155573. PMID 3155573.{{Chú thích tạp chí}}:  Quản lý CS1: nhiều tên: danh sách tác giả (liên kết)
- Südhof TC, Goldstein JL, Brown MS, Russell DW (1985). "The LDL receptor gene: a mosaic of exons shared with different proteins". Science. Quyển 228 số 4701. tr. 815–22. doi:10.1126/science.2988123. PMID 2988123.{{Chú thích tạp chí}}:  Quản lý CS1: nhiều tên: danh sách tác giả (liên kết)
- Südhof TC, Russell DW, Goldstein JL, Brown MS, Sanchez-Pescador R, Bell GI (1985). "Cassette of eight exons shared by genes for LDL receptor and EGF precursor". Science. Quyển 228 số 4701. tr. 893–5. doi:10.1126/science.3873704. PMID 3873704.{{Chú thích tạp chí}}:  Quản lý CS1: nhiều tên: danh sách tác giả (liên kết)
- Gil G, Faust JR, Chin DJ, Goldstein JL, Brown MS (1985). "Membrane-bound domain of HMG CoA reductase is required for sterol-enhanced degradation of the enzyme". Cell. Quyển 41 số 1. tr. 249–58. doi:10.1016/0092-8674(85)90078-9. PMID 3995584.{{Chú thích tạp chí}}:  Quản lý CS1: nhiều tên: danh sách tác giả (liên kết)
- Lehrman MA, Goldstein JL, Brown MS, Russell DW, Schneider WJ (1985). "Internalization-defective LDL receptors produced by genes with nonsense and frameshift mutations that truncate the cytoplasmic domain". Cell. Quyển 41 số 3. tr. 735–43. doi:10.1016/S0092-8674(85)80054-4. PMID 3924410.{{Chú thích tạp chí}}:  Quản lý CS1: nhiều tên: danh sách tác giả (liên kết)
- Osborne TF, Goldstein JL, Brown MS (1985). "5' end of HMG CoA reductase gene contains sequences responsible for cholesterol-mediated inhibition of transcription". Cell. Quyển 42 số 1. tr. 203–12. doi:10.1016/S0092-8674(85)80116-1. PMID 3860301.{{Chú thích tạp chí}}:  Quản lý CS1: nhiều tên: danh sách tác giả (liên kết)
- Brown MS, Goldstein JL (1985). "Scavenger cell receptor shared". Nature. Quyển 316 số 6030. tr. 680–1. doi:10.1038/316680a0. PMID 4033768.
- Brown MS, Goldstein JL (1986). "A receptor-mediated pathway for cholesterol homeostasis". Science. Quyển 232 số 4746. tr. 34–47. doi:10.1126/science.3513311. PMID 3513311.
- Davis CG, Lehrman MA, Russell DW, Anderson RG, Brown MS, Goldstein JL (1986). "The J.D. mutation in familial hypercholesterolemia: amino acid substitution in cytoplasmic domain impedes internalization of LDL receptors". Cell. Quyển 45 số 1. tr. 15–24. doi:10.1016/0092-8674(86)90533-7. PMID 3955657.{{Chú thích tạp chí}}:  Quản lý CS1: nhiều tên: danh sách tác giả (liên kết)
- Yamamoto T, Bishop RW, Brown MS, Goldstein JL, Russell DW (1986). "Deletion in cysteine-rich region of LDL receptor impedes transport to cell surface in WHHL rabbit". Science. Quyển 232 số 4755. tr. 1230–7. doi:10.1126/science.3010466. PMID 3010466.{{Chú thích tạp chí}}:  Quản lý CS1: nhiều tên: danh sách tác giả (liên kết)
- Lehrman MA, Goldstein JL, Russell DW, Brown MS (1987). "Duplication of seven exons in LDL receptor gene caused by Alu-Alu recombination in a subject with familial hypercholesterolemia". Cell. Quyển 48 số 5. tr. 827–35. doi:10.1016/0092-8674(87)90079-1. PMID 3815525.{{Chú thích tạp chí}}:  Quản lý CS1: nhiều tên: danh sách tác giả (liên kết)
- Südhof TC, Russell DW, Brown MS, Goldstein JL (1987). "42 bp element from LDL receptor gene confers end-product repression by sterols when inserted into viral TK promoter". Cell. Quyển 48 số 6. tr. 1061–9. doi:10.1016/0092-8674(87)90713-6. PMID 3030558.{{Chú thích tạp chí}}:  Quản lý CS1: nhiều tên: danh sách tác giả (liên kết)
- Davis CG, Goldstein JL, Südhof TC, Anderson RG, Russell DW, Brown MS (1987). "Acid-dependent ligand dissociation and recycling of LDL receptor mediated by growth factor homology region". Nature. Quyển 326 số 6115. tr. 760–5. doi:10.1038/326760a0. PMID 3494949.{{Chú thích tạp chí}}:  Quản lý CS1: nhiều tên: danh sách tác giả (liên kết)
- Hofmann SL, Russell DW, Brown MS, Goldstein JL, Hammer RE (1988). "Overexpression of low density lipoprotein (LDL) receptor eliminates LDL from plasma in transgenic mice". Science. Quyển 239 số 4845. tr. 1277–81. doi:10.1126/science.3344433. PMID 3344433.{{Chú thích tạp chí}}:  Quản lý CS1: nhiều tên: danh sách tác giả (liên kết)
- Reiss Y, Goldstein JL, Seabra MC, Casey PJ, Brown MS (1990). "Inhibition of purified p21ras farnesyl:protein transferase by Cys-AAX tetrapeptides". Cell. Quyển 62 số 1. tr. 81–8. doi:10.1016/0092-8674(90)90242-7. PMID 2194674.{{Chú thích tạp chí}}:  Quản lý CS1: nhiều tên: danh sách tác giả (liên kết)
- Yokode M, Hammer RE, Ishibashi S, Brown MS, Goldstein JL (1990). "Diet-induced hypercholesterolemia in mice: prevention by overexpression of LDL receptors". Science. Quyển 250 số 4985. tr. 1273–5. doi:10.1126/science.2244210. PMID 2244210.{{Chú thích tạp chí}}:  Quản lý CS1: nhiều tên: danh sách tác giả (liên kết)
- Seabra MC, Reiss Y, Casey PJ, Brown MS, Goldstein JL (1991). "Protein farnesyltransferase and geranylgeranyltransferase share a common alpha subunit". Cell. Quyển 65 số 3. tr. 429–34. doi:10.1016/0092-8674(91)90460-G. PMID 2018975.{{Chú thích tạp chí}}:  Quản lý CS1: nhiều tên: danh sách tác giả (liên kết)
- Chen WJ, Andres DA, Goldstein JL, Russell DW, Brown MS (1991). "cDNA cloning and expression of the peptide-binding beta subunit of rat p21ras farnesyltransferase, the counterpart of yeast DPR1/RAM1". Cell. Quyển 66 số 2. tr. 327–34. doi:10.1016/0092-8674(91)90622-6. PMID 1855253.{{Chú thích tạp chí}}:  Quản lý CS1: nhiều tên: danh sách tác giả (liên kết)
- Seabra MC, Brown MS, Slaughter CA, Südhof TC, Goldstein JL (1992). "Purification of component A of Rab geranylgeranyl transferase: possible identity with the choroideremia gene product". Cell. Quyển 70 số 6. tr. 1049–57. doi:10.1016/0092-8674(92)90253-9. PMID 1525821.{{Chú thích tạp chí}}:  Quản lý CS1: nhiều tên: danh sách tác giả (liên kết)
- Brown MS, Goldstein JL (1992). "Koch's postulates for cholesterol". Cell. Quyển 71 số 2. tr. 187–8. doi:10.1016/0092-8674(92)90346-E. PMID 1423585.
- Andres DA, Seabra MC, Brown MS (1993). "cDNA cloning of component A of Rab geranylgeranyl transferase and demonstration of its role as a Rab escort protein". Cell. Quyển 73 số 6. tr. 1091–9. doi:10.1016/0092-8674(93)90639-8. PMID 8513495.{{Chú thích tạp chí}}:  Quản lý CS1: nhiều tên: danh sách tác giả (liên kết)
- Yokoyama C, Wang X, Briggs MR (1993). "SREBP-1, a basic-helix-loop-helix-leucine zipper protein that controls transcription of the low density lipoprotein receptor gene". Cell. Quyển 75 số 1. tr. 187–97. PMID 8402897.{{Chú thích tạp chí}}:  Quản lý CS1: nhiều tên: danh sách tác giả (liên kết)
- Garcia CK, Goldstein JL, Pathak RK, Anderson RG, Brown MS (1994). "Molecular characterization of a membrane transporter for lactate, pyruvate, and other monocarboxylates: implications for the Cori cycle". Cell. Quyển 76 số 5. tr. 865–73. doi:10.1016/0092-8674(94)90361-1. PMID 8124722.{{Chú thích tạp chí}}:  Quản lý CS1: nhiều tên: danh sách tác giả (liên kết)
- Wang X, Sato R, Brown MS, Hua X, Goldstein JL (1994). "SREBP-1, a membrane-bound transcription factor released by sterol-regulated proteolysis". Cell. Quyển 77 số 1. tr. 53–62. doi:10.1016/0092-8674(94)90234-8. PMID 8156598.{{Chú thích tạp chí}}:  Quản lý CS1: nhiều tên: danh sách tác giả (liên kết)
- Sakai J, Duncan EA, Rawson RB, Hua X, Brown MS, Goldstein JL (1996). "Sterol-regulated release of SREBP-2 from cell membranes requires two sequential cleavages, one within a transmembrane segment". Cell. Quyển 85 số 7. tr. 1037–46. doi:10.1016/S0092-8674(00)81304-5. PMID 8674110.{{Chú thích tạp chí}}:  Quản lý CS1: nhiều tên: danh sách tác giả (liên kết)
- Hua X, Nohturfft A, Goldstein JL, Brown MS (1996). "Sterol resistance in CHO cells traced to point mutation in SREBP cleavage-activating protein". Cell. Quyển 87 số 3. tr. 415–26. doi:10.1016/S0092-8674(00)81362-8. PMID 8898195.{{Chú thích tạp chí}}:  Quản lý CS1: nhiều tên: danh sách tác giả (liên kết)
- Brown MS, Goldstein JL (1997). "The SREBP pathway: regulation of cholesterol metabolism by proteolysis of a membrane-bound transcription factor". Cell. Quyển 89 số 3. tr. 331–40. doi:10.1016/S0092-8674(00)80213-5. PMID 9150132.
- DeBose-Boyd RA, Brown MS, Li WP, Nohturfft A, Goldstein JL, Espenshade PJ (1999). "Transport-dependent proteolysis of SREBP: relocation of site-1 protease from Golgi to ER obviates the need for SREBP transport to Golgi". Cell. Quyển 99 số 7. tr. 703–12. doi:10.1016/S0092-8674(00)81668-2. PMID 10619424.{{Chú thích tạp chí}}:  Quản lý CS1: nhiều tên: danh sách tác giả (liên kết)
- Brown MS, Ye J, Rawson RB, Goldstein JL (2000). "Regulated intramembrane proteolysis: a control mechanism conserved from bacteria to humans". Cell. Quyển 100 số 4. tr. 391–8. doi:10.1016/S0092-8674(00)80675-3. PMID 10693756.{{Chú thích tạp chí}}:  Quản lý CS1: nhiều tên: danh sách tác giả (liên kết)
- Nohturfft A, Yabe D, Goldstein JL, Brown MS, Espenshade PJ (2000). "Regulated step in cholesterol feedback localized to budding of SCAP from ER membranes". Cell. Quyển 102 số 3. tr. 315–23. doi:10.1016/S0092-8674(00)00037-4. PMID 10975522.{{Chú thích tạp chí}}:  Quản lý CS1: nhiều tên: danh sách tác giả (liên kết)
- Yang T, Espenshade PJ, Wright ME (2002). "Crucial step in cholesterol homeostasis: sterols promote binding of SCAP to INSIG-1, a membrane protein that facilitates retention of SREBPs in ER". Cell. Quyển 110 số 4. tr. 489–500. doi:10.1016/S0092-8674(02)00872-3. PMID 12202038.{{Chú thích tạp chí}}:  Quản lý CS1: nhiều tên: danh sách tác giả (liên kết)